# Eliane Elias
Eliane Elias (São Paulo, 19 maart 1960) is een Braziliaanse jazz-pianiste, zangeres, componist en arrangeur. Ze speelt Braziliaanse muziek (bossanova en samba), bop en jazz.
Elias begon op haar zevende piano te spelen. Ze studeerde aan Free Center of Music Apprenticeship in São Paulo en studeerde daarna klassieke piano. Ze speelde in jazzclubs en toen ze 17 was ging ze met Toquinho en Vinicius de Moraes drie jaar lang op tournee, vooral in Zuid-Amerika. In 1981 kwam ze dankzij bassist Eddie Gomez terecht in New York, waar ze kort studeerde aan Juilliard School of Music en enige tijd lid was van de groep Steps Ahead. Hierna werkte ze met trompettist Randy Brecker, met wie ze trouwde (en van wie ze later weer scheidde).
In 1986 begon ze op te treden met eigen groepen, waaronder enkele trio's. In een van die trio's speelt tot op de dag van vandaag bassist Marc Johnson, met wie ze gehuwd is. In 1986 verscheen ook haar eerste album, op Denon Records, vanaf 1987 ging ze voornamelijk platen opnemen voor Blue Note. Een duoplaat met Herbie Hancock, Solos and Duets (1994) werd genomineerd voor een Grammy (in de categorie 'Jazz instrumentale video'). Een plaat met orkestleider/arrangeur/trombonist Bob Brookmeyer en het Danish Radio Jazz Orchestra, met louter composities van Elias, leverde eveneens een Grammy-nominatie op. Op het album Eliane Elias Plays Jobim uit 1997 begon Elias ook te zingen. Critici als Scott Yanow zijn echter meer te spreken over haar pianospel dan haar kwaliteiten als zangeres: haar stem is wat dun.
In 2002 stapte Elias over op RCA's label Bluebird, waarvoor ze enkele vocale platen maakte in het popjazz-genre. Na albums voor (opnieuw) Blue Note en Savoy Records heeft ze nu een platencontract bij Concord.
In 2018 werd de Edison oeuvre award aan haar toegekend.

## Discografie (selectie)
- Amanda, Randy Brecker & Eliane Elias, Sonet Records Ltd, 1986
- Illusions, Denon Records, 1987
- Cross Currents, Denon Records/Blue Note, 1988
- So Far So Close, Blue Note, 1989
- Eliane Elias Plays Jobim, Blue Note, 1990
- Fantasia, Blue Note, 1992
- Paulistana, Blue Note, 1993
- Solo's and Duets, Blue Note, 1995 ('albumpick' Allmusic)
- The Three Americas, Blue Note, 1997
- Impulsive!, Stunt Records, 1997
- Sings Jobim, Blue Note, 1998
- Everything I Love, Blue Note, 2000
- Kissed By Nature, Bluebird, 2002
- Brazilian Classics, Blue Note, 2003
- Dreamer, Bluebird, 2004
- Around the City, Bluebird, 2006
- Something For You: Eliane Elias Sings & Plays Bill Evans, Blue Note, 2008
- Bossa Nova Stories, Blue Note, 2008
- Plays Live (Amsterdam 2002), EMI, 2010
- Light My Fire, Concord, 2011
- Swept Away (met Marc Johnson), ECM, 2012
- I Thought About You: A Tribute to Chet Baker, 2013
- Made In Brazil, Concord Jazz, 2015
- Slow Motion, 2017
- Dance Of Time, Concord Jazz, 2017
- Music From The Man Of La Mancha, 2018